# 京都教育大学集団準強姦事件
京都教育大学集団準強姦事件（きょうときょういくだいがくしゅうだんじゅんごうかんじけん）は、京都教育大学の男子学生6人が2009年（平成21年）2月25日に起こした事件。
本事件により、京都教育大学の学長であった寺田光世が辞任、男子大学生6人は無期停学処分、所属していた部活動は無期限活動停止・部長及び監督が解任となるなどの影響が出た。男子大学生らは処分無効を求める訴訟を起こしたが、大阪高裁は女子学生の同意があったとしつつも「道徳的には非難に値する行為」「教員養成系大学の社会的責任として合理的な裁量の範囲内」として処分は有効とした。

## 事件の経緯
2009年（平成21年）2月25日の夜、京都市中京区内の居酒屋で京都教育大学の学生によるコンパが開かれた。捜査関係者によると、6人の学生らがコンパで泥酔状態になった女子学生を空き部屋に誘導し、集団暴行したとされる。
被害に遭った女子学生は、3月3日に大学教員に相談。3月6日、大学は「ハラスメント防止委員会」を設立し、教員らが女子学生や6人の男子学生などに対して聞き取り調査を行った。
しかし、大学側は女子学生の保護者に対し「公共の場所で性的なことをした公然わいせつは6人とも認めたが、同意があったのか、無理矢理だったのか、細かいところは判断できない」と説明して「警察に告訴するかどうかを考えてください」と話した。その後、3月31日付で6人の男子学生を無期限停学処分とした。処分後、京都教育大学は男子学生6人に対し、日々の生活状況を記載した日報を各担当教員を通じて毎週、提出させた。
2009年（平成21年）6月1日、京都府警察は男子学生6人を集団準強姦容疑で逮捕した。逮捕された男子学生らは陸上競技部、アメリカンフットボール部、サッカー部、ハンドボール部にそれぞれ所属していた。これらの部活動は無期限活動停止となり、部長および監督を解任とした。
2009年（平成21年）6月19日、京都簡裁（松林秀樹裁判官）は弁護人の勾留理由開示請求を受けて「大人数による犯行で（被害者が）酩酊状態だったかなど供述に食い違いがあり、釈放すれば証拠隠滅の恐れがある」と説明。その上で「有罪になれば相当の刑罰が予想され逃亡の恐れもある」と勾留理由を開示した。男子学生6人は「女子大生は酩酊状態ではなかった」「同意の上だった」などと述べて容疑を否認した。
2009年（平成21年）6月26日、京都地検は男子学生6人を不起訴処分とした。なお、男子学生との間で示談が成立したことなどで処罰感情が和らいだため、女子大生は不起訴処分前に被害届を取り下げている。
2009年（平成21年）7月7日、京都教育大学の学長であった寺田光世は、この事件の責任を取る形で辞意を表明。寺田は前日に開かれた大学の経営協議会で、大学の社会的信頼を大きく損ねた責任は自分にあるとして辞任すると述べていた。
2009年（平成21年）9月7日には京都教育大学サッカー部が関西学生サッカーリーグ2部リーグBブロック後期への出場を辞退。これにより次期は3部に降格した。

## 無期限停学処分無効確認訴訟
6人の男子学生のうち、4人は無期限停学処分の無効確認を求めた訴訟を起こした。
2011年（平成23年）7月15日、京都地裁（杉江佳治裁判長）は女子学生の明確な同意があったことを認めた上で「（大学は）男子学生らの言い分を考慮せず、長期にわたる著しく不利益な処分は客観的合理性がなかった」として原告の4人を含む6人の男子学生に対する無期停学処分を無効とし、京都教育大学に慰謝料計40万円の支払いを命じる判決を言い渡した。7月29日、大学側は判決を不服として控訴した。
2012年（平成24年）7月20日、大阪高裁（西村則夫裁判長）は一審の認定事実については追認した一方、「道徳的には非難に値する行為」「処分は教員養成系大学の社会的責任として合理的な裁量の範囲内」として、男子学生の請求を退けた。なお、大学のHPに加害者として掲載されたことに対する慰謝料については1人当たり10万円が認められた。